# Determinizmus
A determinizmus  a jelenségek egyetemes oksági meghatározottságát állító filozófiai nézet.
E felfogás szerint minden – természeti, társadalmi, pszichikus – jelenség korábbi történések által meghatározott. Képviselői tagadják a véletlen létezését.
A determinizmus szerint minden tény és esemény kauzálisan szükségszerű abban az értelemben, hogy nem lehetséges olyan tény vagy esemény, amelyet bizonyos feltételek ne tennének szükségszerűvé. Ha valakinek megadathatna, hogy ismerje a világ teljes állapotát egy adott pillanatban, akkor a természeti törvények segítségével képes lenne meghatározni a világ állapotát minden megelőző és későbbi időpontban is. Döntés csak egyféleképp lehetséges: úgy, ahogyan a genetika törvényei és a környezeti hatások meghatározzák. A döntés folyamata nem, de az akarat szabadsága illúzió.
Ez a gondolat már az ókorban is megjelent, de részletes, matematikai kifejtésére csak a 18. században került sor. A determinizmus gondolata összefügg egyrészt a természettudományoknak tulajdonított magyarázó erővel, másrészt a szabad akarat kérdésével.
Megkülönböztethetünk egyebek mellett okozati (kauzális) és logikai determinizmust. A determinizmus szót leggyakrabban okozati determinizmus értelemben használjuk.

## Okozati determinizmus
Az okozati determinizmus (vagyis a kauzális determináció) szerint a világ állapota egy bizonyos időpontban együtt a természeti törvényekkel meghatározzák a világ későbbi állapotait. A determinizmus fogalmának alapja az a filozófiai nézet, mely szerint mindennek, ami létezik, elégséges alapja van a létezésre, méghozzá az úgy és nem másként való létezésre. Ez Leibniz elégséges alap elve.
A determinizmus és a fatalizmus összefüggése metafizikai világkép függvénye. Elképzelhető, hogy bizonyos dolgok eleve elrendeltek determinisztikus törvények nélkül is, illetve az is, hogy determinisztikus törvények mellett nincsenek elkerülhetetlen események. Ám a determinizmust elfogadva bizonyos értelemben mondható, hogy a múlt történései alapján a jövő eseményei eleve elrendeltek.
Pierre-Simon de Laplace gondolatkísérlete, a Laplace démona az okozati determinizmus elfogadásának következményét szemlélteti: ha elképzelünk egy lényt mely ismeri a világ állapotát és a természeti törvényeket, ennek a lénynek a tudatában a múlt és a jövő egyaránt úgy jelenik meg, mint a jelen. Ez a determinizmus episztemikus megfogalmazása. Laplace valószínűleg Istenre gondolt, ám leírása tovább vezet: akár létezik ez a lény, akár nem, a fizikai szükségszerűségből és a jelen (vagy a múlt) állapotából magyarázható jövő teljes mértékben lehetetlenné teszi a szabad választást.
A determinizmus azonban nem vezet szükségszerűen teljes előrelátáshoz, hiszen ahhoz végtelen számítási teljesítményre lenne szükség. Mégis bizonyos feltételek között a világ eseményei jó közelítéssel bejósolhatóak, bár nem determinisztikusak, más esetben egyáltalán nem láthatók előre, mégis determinisztikusak (vö. káoszelmélet).
A kvantumelmélet szerint a világ működése nem determinisztikus, a részecskék mozgását ugyanis determinisztikus törvények helyett a hullámfüggvény írja le, ami a részecskék mozgására csak valószínűségi jóslatokat ad. Következésképp Laplace démona nem ismerheti a jövőt, mivel a fizikai törvények csak a történések valószínűségét képesek megjósolni, magukat a bekövetkező eseményeket nem.

## Logikai determinizmus
A logikai determinizmus (más néven logikai fatalizmus, mely nem összekeverendő a fatalizmussal, mint a determinizmus következményével) szerint minden – a múltról, a jelenről vagy a jövőről szóló – állításról megállapítható, igaz-e vagy hamis, és az igaz állítások szükségszerűen megtörténtek, megtörténnek vagy meg fognak történni. Szoros kapcsolatban van ez a nézet a klasszikus kétértékű logikával, hiszen a jövőre vonatkozó állításoknak csak úgy lehet meghatározott igazságértéke, ha minden determinált.
Diodórosz Kronosz győzedelmes argumentumának konklúziója logikai determinizmus, vagyis az, hogy ami nem igaz és nem is lesz igaz, az nem is lehetséges. Ez ellen felhozható például Arisztotelész tengeri csata argumentuma, mely szerint holnap lesz vagy nem lesz tengeri csata, de egyik eshetőség sem szükségszerű, csak lehetséges.